# Alfred Courtens

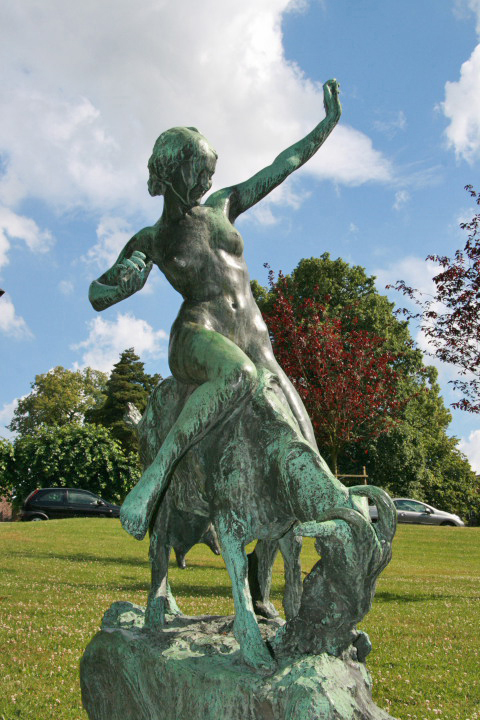
Le Caprice (1913), Watermaal-Bosvoorde

Alfred Franz Max Félicité Courtens (Brussel, 27 juni 1889 – Sint-Joost-ten-Node, 19 december 1967) was een Belgisch beeldhouwer.

## Leven en werk
Alfred Courtens was een zoon van de Vlaamse schilder Franciscus Eduardus Maria (Franz) Courtens (1854-1943) en Maria Elisa Van der Cruyssen (1861-1948). Van zijn broers werd Herman kunstschilder en Antoine architect. Alfred studeerde aan de Koninklijke Academie voor Schone Kunsten van Brussel, als leerling van Charles Van der Stappen, en aan het Hoger Instituut voor Schone Kunsten in Antwerpen, waar hij les kreeg van Thomas Vinçotte. 
Courtens beeldhouwde onder andere bustes, gedenktekens, naakten, portretten en standbeelden in een klassieke stijl, met simpele lijnvoering. Vanaf zijn 18e nam hij deel aan tentoonstellingen. Hij won een medaille tweede klas in Barcelona (1911). Met zijn beeld Le Caprice (De Bokkensprong), van een naakte jongedame op een geit, won hij in 1913 de Godecharleprijs, waarna hij een studiereis door Italië maakte. Hij maakte meerdere beelden van de Belgische koninklijke familie, waaronder de ruiterstandbeelden van koningen Leopold II (1931) en diens neef Albert I (1950), en standbeelden van de koninginnen Elisabeth(1929) en Astrid (1938). Zijn portretmedaillon van koningin Elisabeth werd na haar overlijden door De Post gebruikt voor een postzegel van 3 Frank.
Hij trouwde in 1917 met Jeanne Bounameaux, uit dit huwelijk werden zes kinderen geboren. Hij werd leraar (1927-1951) aan de Academie van Dendermonde. Tot zijn leerlingen behoorden Joseph de Decker en Jeanne De Dijn. Hij gaf privélessen aan koningin Elisabeth en prins Alexander van België. Courtens werd meerdere keren onderscheiden, hij werd in 1923 benoemd tot ridder in het Legioen van Eer en lid van de Société Nationale des Beaux-Arts. In België werd hij benoemd tot ridder (1924), later commandeur (1951) in de Kroonorde, lid van de Nationale Academie van Schone Kunsten van België (1932) en grootofficier in de Leopoldsorde (1957).
Alfred Courtens overleed op 78-jarige leeftijd. Na zijn overlijden werd, onder de hoede van de Koning Boudewijnstichting het Fonds Courtens opgericht. Vanuit het Fonds worden activiteiten ontplooid om het werk van Alfred en zijn vader Franz onder de aandacht houden. Zo werd in 2012 een monografie over Alfred Courtens gepubliceerd en een tentoonstelling gehouden in het Museum van Elsene.

## Enkele werken
- 1913 Le Caprice, Bosrechterstraat in Watermaal-Bosvoorde.
- 1914 gevelbeelden van een schermer en een haakbusschutter voor de Onze-Lieve-Vrouw-ter-Zavelkerk in Brussel.
- 1919 Eerste Wereldoorlog-monument aan de Vrijheid in Arendonk.
- 1921 Eerste Wereldoorlog-monument aan de Kerkstraat in Sint-Gillis-Waas.
- 1923 Eerste Wereldoorlog-monument in het Parc Warocqué in La Louvière.
- 1924 Eerste Wereldoorlog-monument aan de Place de Mont in Sombreffe.
- 1924 Eerste Wereldoorlog-monument bij het stadhuis in Virton.
- 1929 standbeeld van Koningin Elisabeth in het Koninginnepark in Eisden.
- 1930 standbeeld van generaal Jacques de Dixmude, op de Grote Markt van Diksmuide.
- 1930 Eerste Wereldoorlog-monument op de begraafplaats van Dendermonde.
- 1930 bronzen beeld van twee Oostendse vissers, huwelijksgeschenk van de stad Oostende voor prinses Marie-José.
- 1931 ruiterstandbeeld van Koning Leopold II, op de Zeedijk in Oostende. Met een door broer Antoine ontworpen sokkel.
- 1938 buste van Koning Albert I voor de leeszaal van het Nationaal Fonds voor Wetenschappelijk onderzoek in Seraing.
- 1938 standbeeld van Koningin Astrid, Graaf de Smet de Naeyerlaan, Kortrijk.
- 1939 12 apostelen voor het portaal van de Gesùkerk aan de Koningsstraat in Sint-Joost-ten-Node. De kerk werd tussen 1937 en 1937 onder leiding van broer Antoine verlengd, waarbij een nieuwe bakstenen gevel aan de Koningstraat werd gebouwd.
- 1950 ruiterstandbeeld van Koning Albert I (1895-1934) aan de Kunstberg in Brussel.
- 1950 borststuk van vader Franz Courtens, in de nabijheid van diens geboortehuis aan de Franz Courtensstraat in Dendermonde.
- 1951 standbeeld van componist Peter Benoit (1834-1901) in het Stadspark in Harelbeke.
- 1954 standbeeld van bioloog Theodor Schwann (1810-1882), Luik.
- 1956 gedenkplaats met de profielen van de vijf eerste Belgische vorsten onder de Triomfboog van het Jubelpark in Brussel.
- 1957 standbeeld van koning Leopold III voor het Leiemonument in Kortrijk.
- 1960 marmeren buste van koning Leopold III voor het Ministerie van Cultuur, Administratie van Schone Kunsten.
- monument met portretplaquette van senator Paul Henricot (1873-1948) in Court-Saint-Étienne.

## Fotogalerij

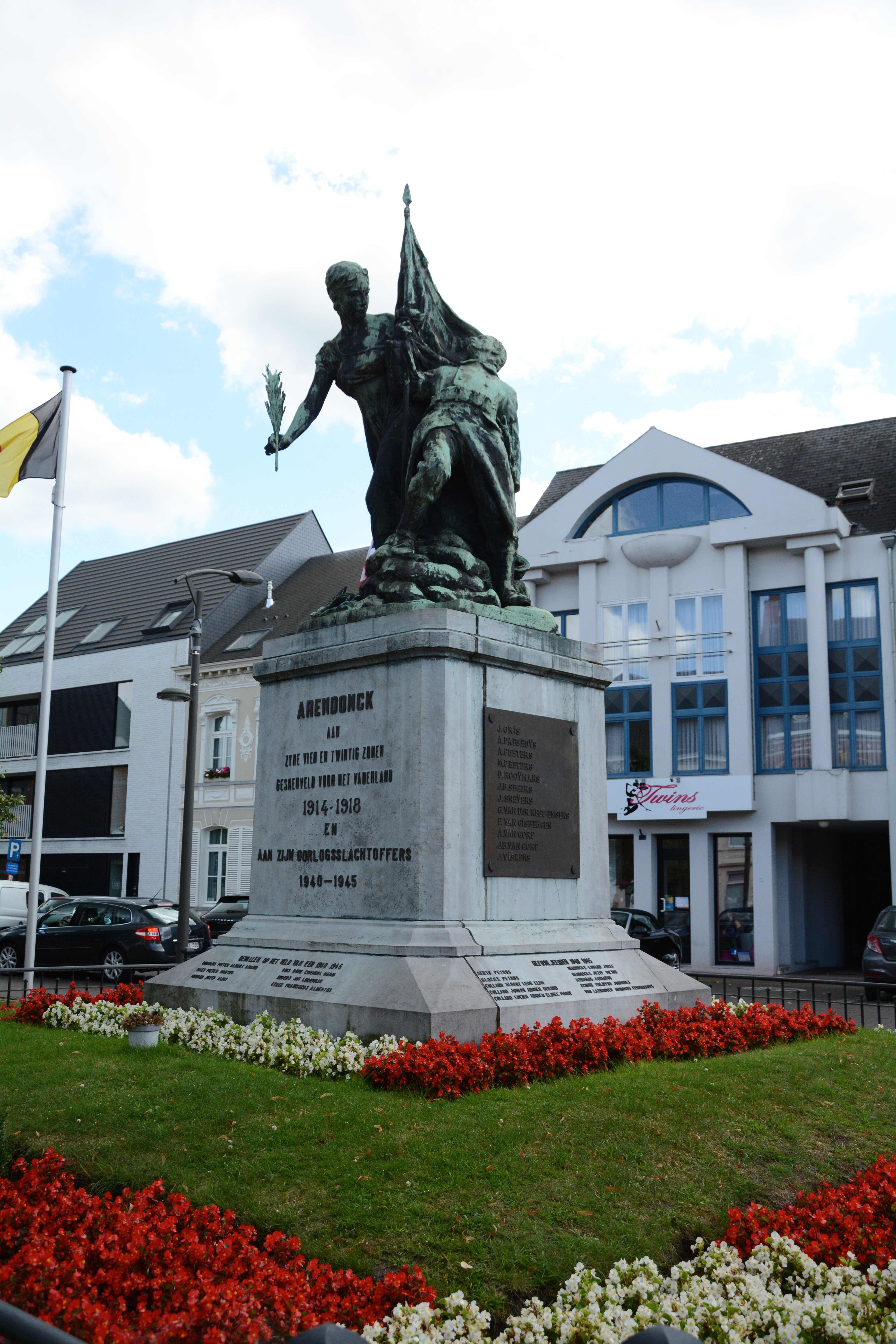
oorlogsmonument (1919), Arendonk
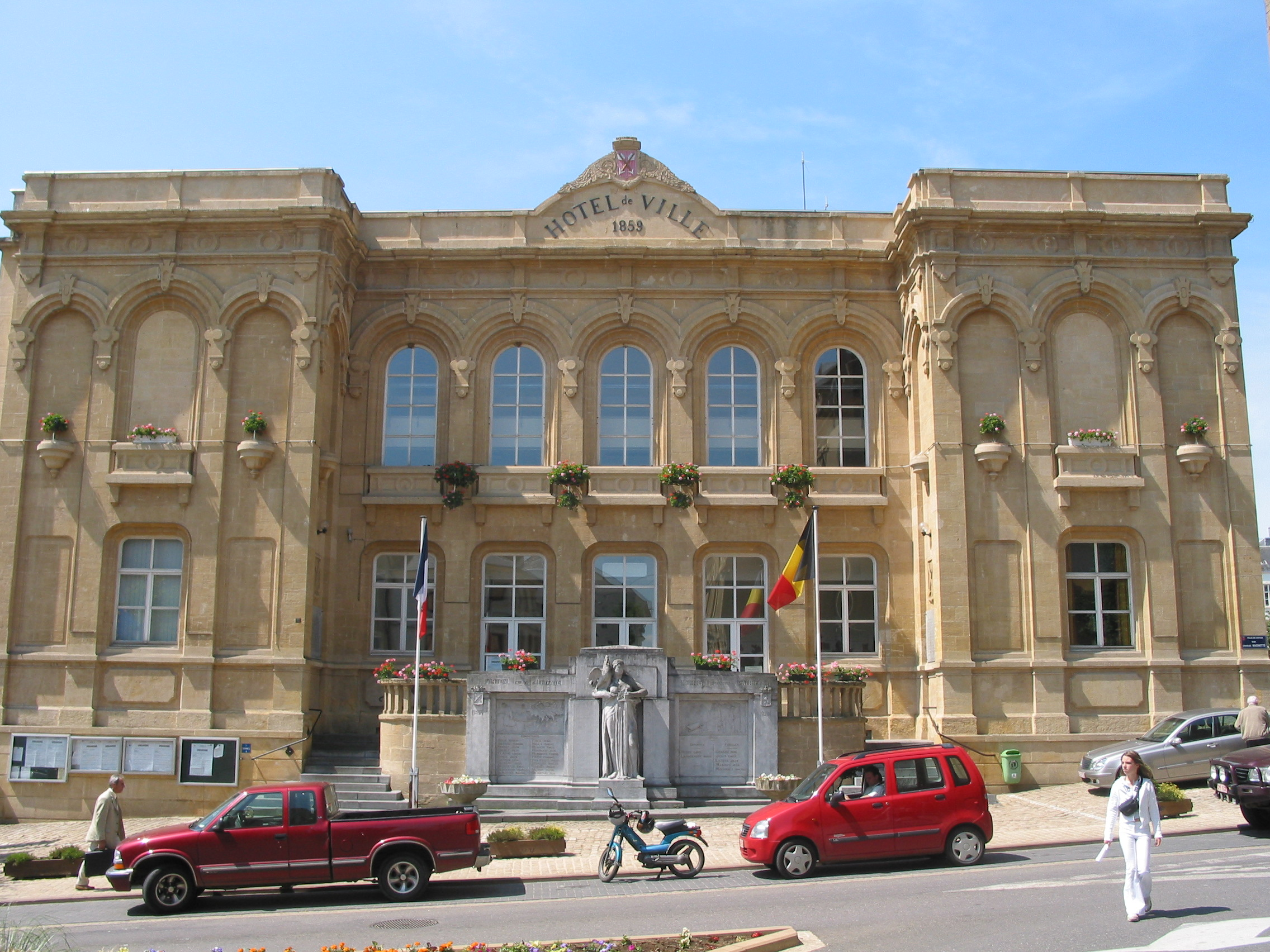
Eerste Wereldoorlog-monument (1924), Virton
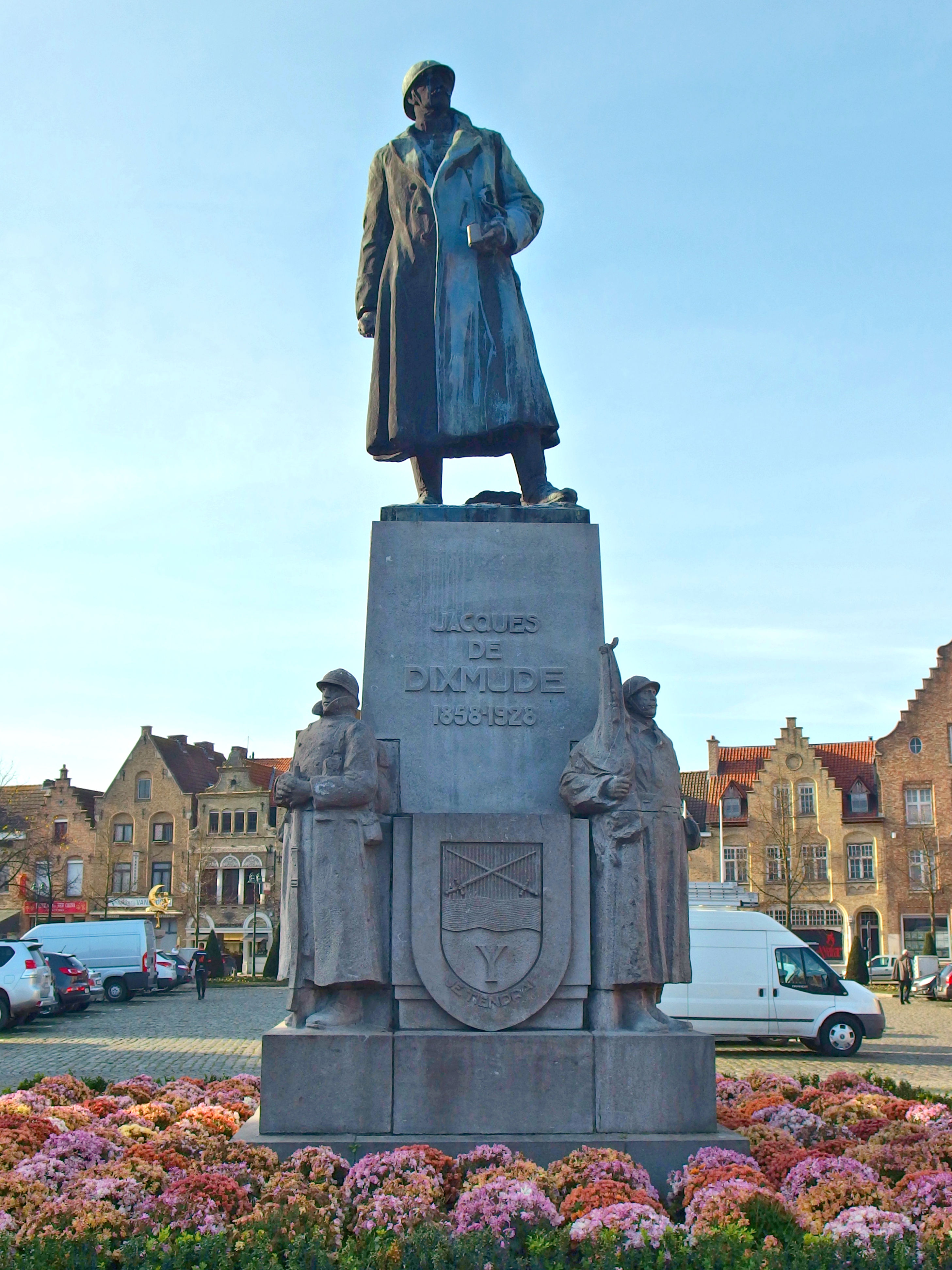
Alphonse Jacques (1930), Diksmuide
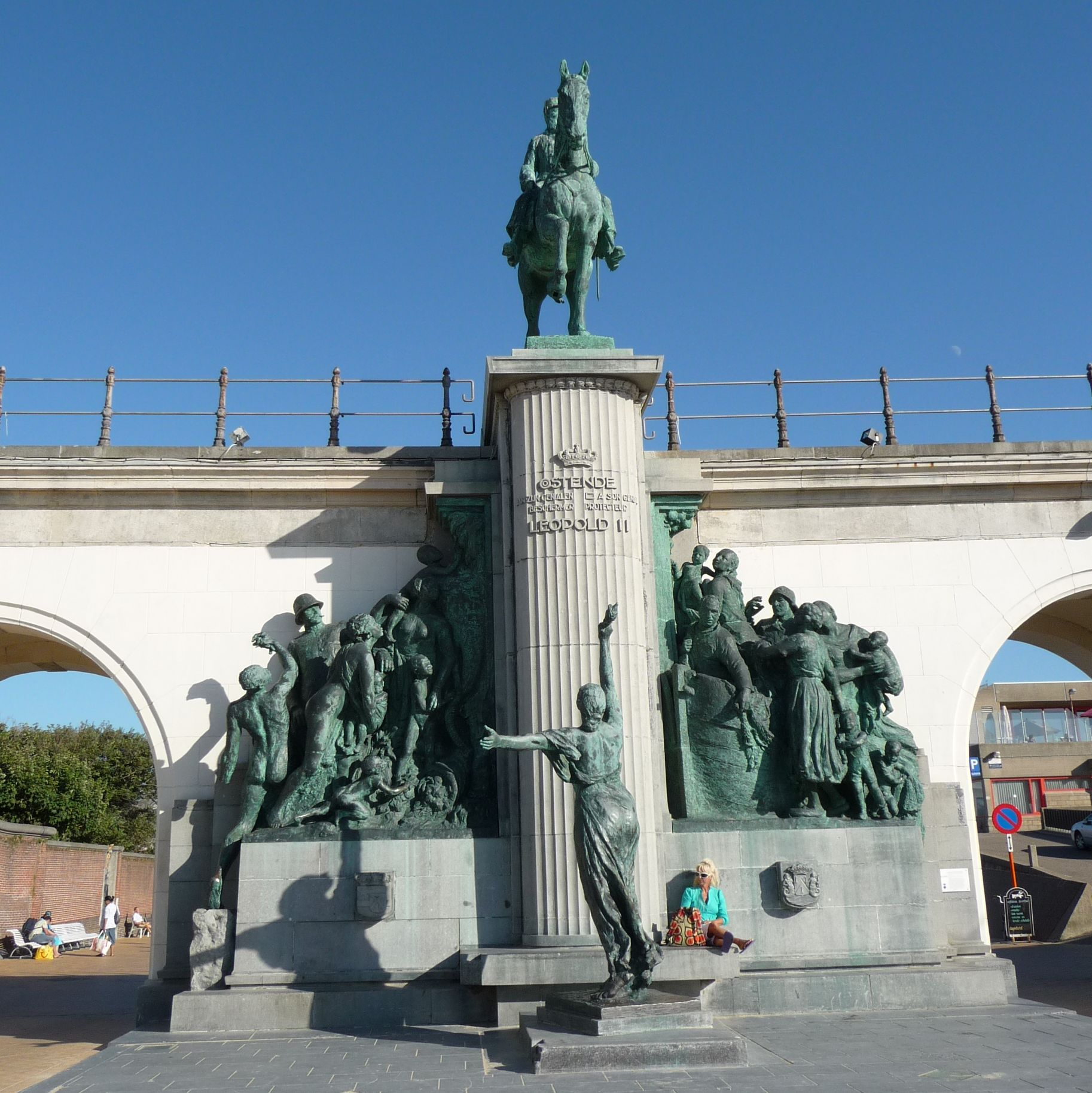
ruiterstandbeeld van Koning Leopold II (1931), Oostende
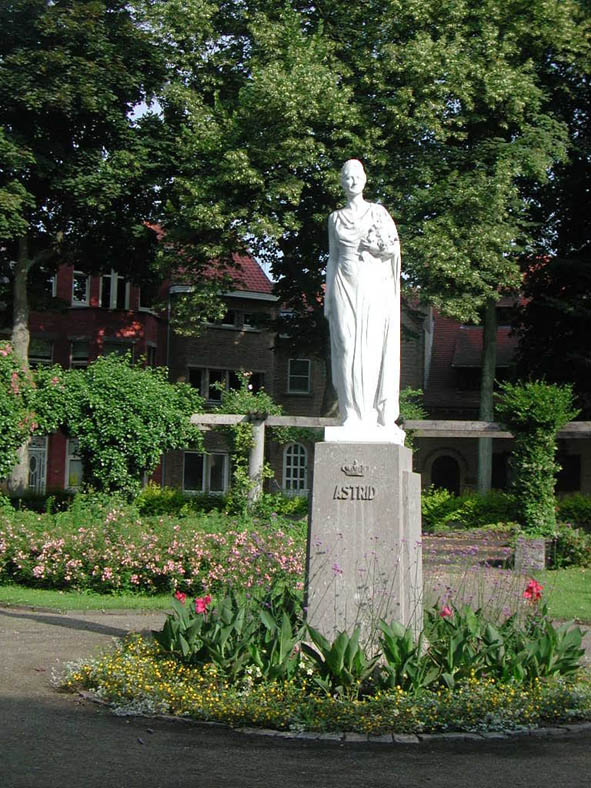
Koningin Astrid (1938), Kortrijk
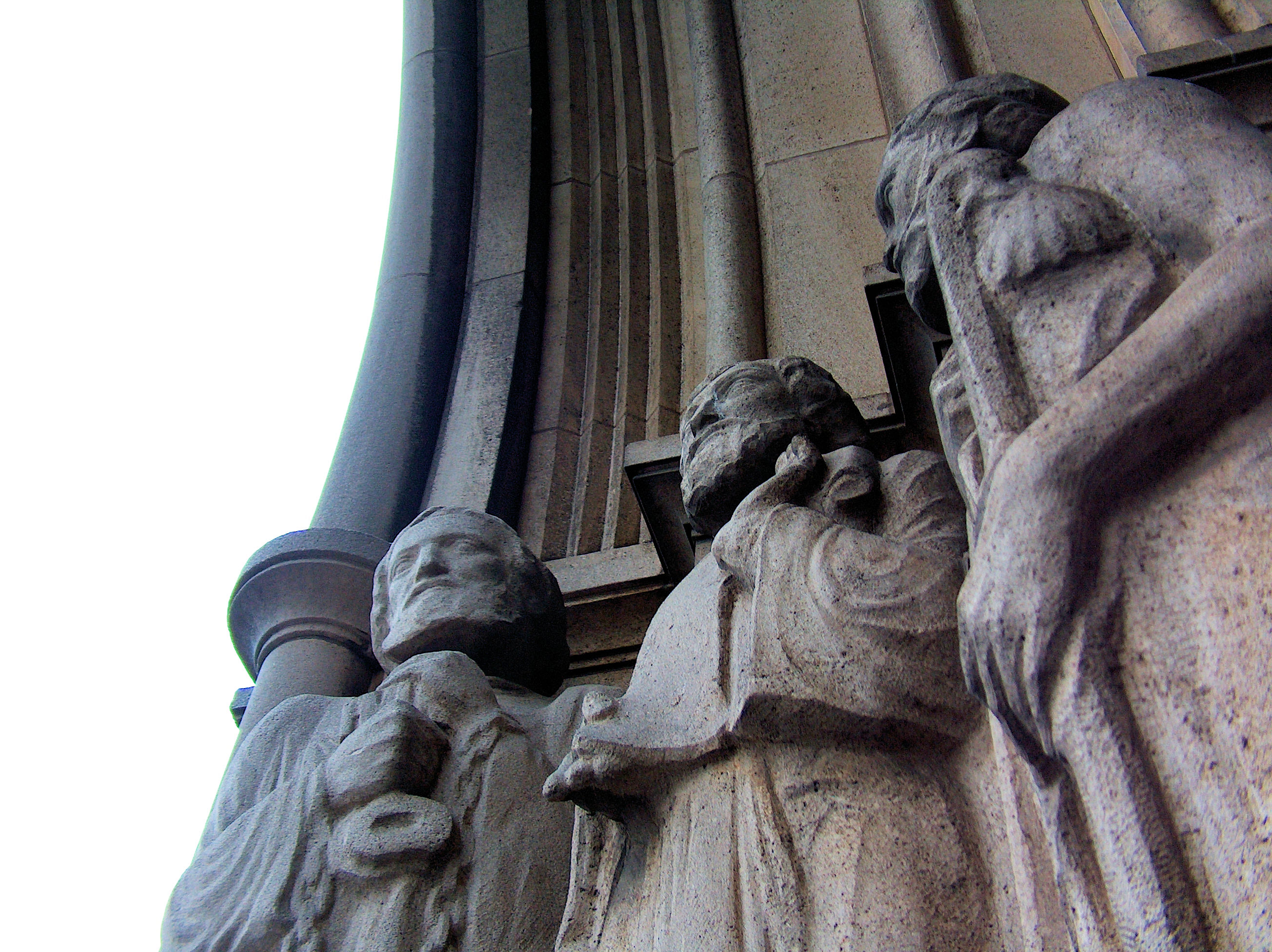
detail van de 12 apostelen (1939), Sint-Joost-ten-Node
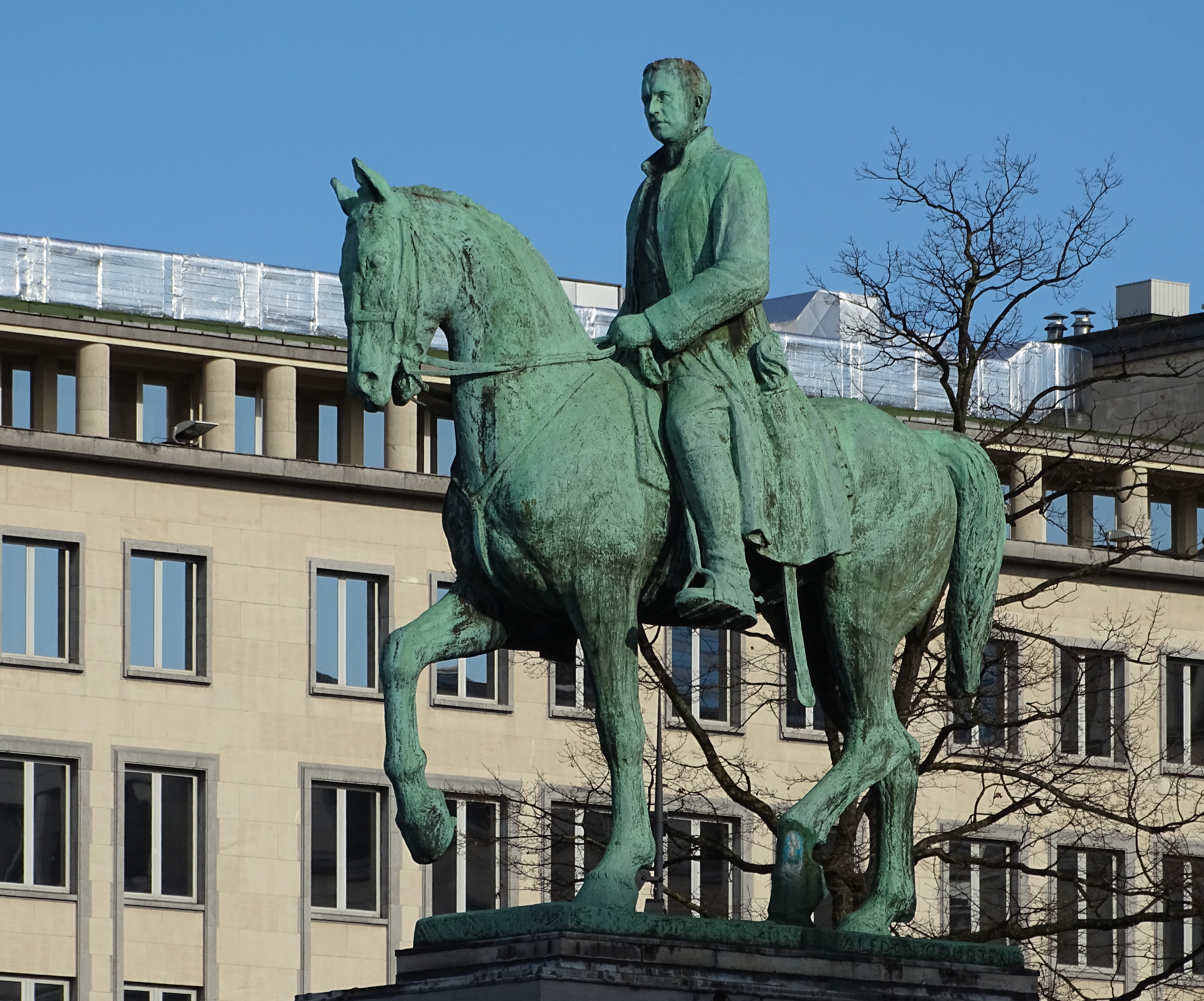
ruiterstandbeeld van Koning Albert I (1950), Brussel
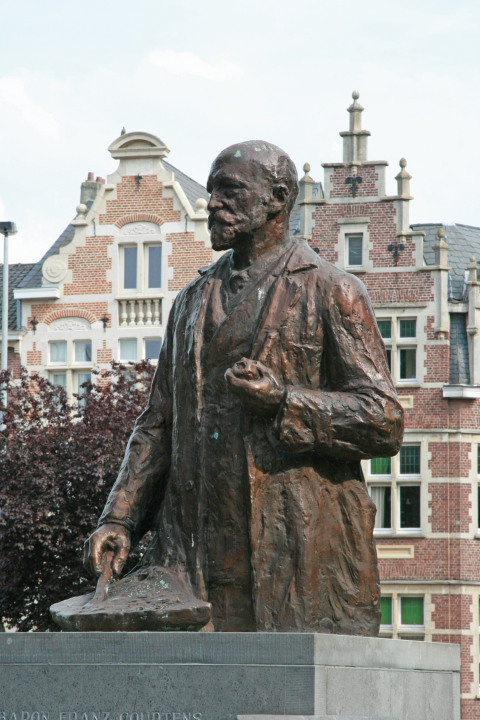
Franz Courtens (1950), Dendermonde
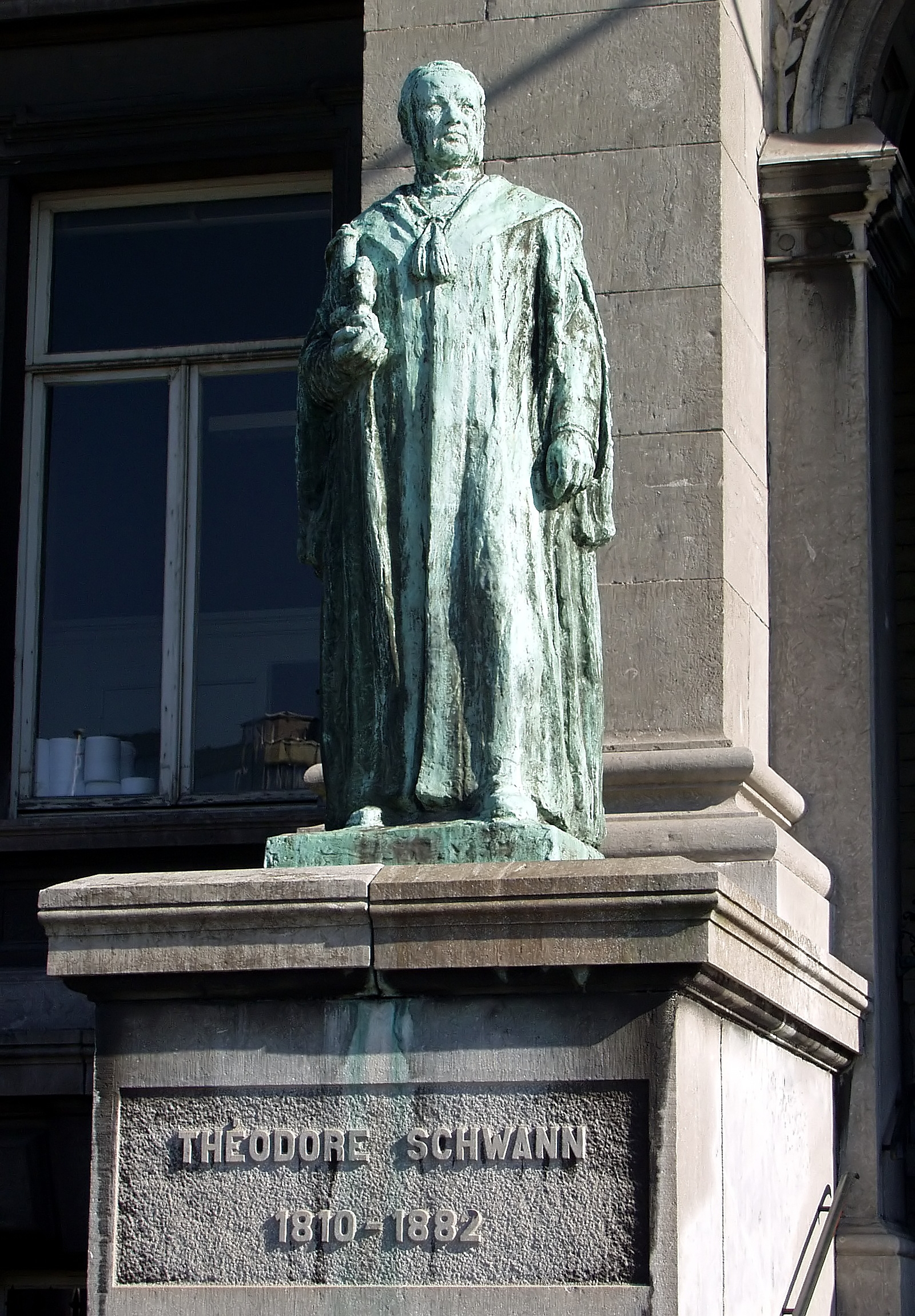
Theodor Schwann (1954), Luik